# نیکول فورستر
نیکول فورستر (به انگلیسی: Nicole Forester) (زاده ۱۹ نوامبر ۱۹۷۲) بازیگر اهل ایالات متحده آمریکا است. او بیشتر برای بازی در سریال نور هدایت و سریال رئیس که نامزد جایزه گلدن گلوب بهترین سریال درام شده‌است، شناخته می‌شود. نام تولد او، نیکول ترزا اشمیت است اما او در سال ۱۹۹۳، نام خانوادگی مادربزرگش، فورستر را، به عنوان نام حرفه‌ای خود برگزید.

## اوایل زندگی
نیکول فورستر در میشیگان زاده شد. وی از پنج سالگی آموزش رقص را آغاز کرد و در دوازده سالگی وارد تئاتر موزیکال شد. او در رشته درام در برنامه هنرهای خلاق و نمایشی در دبیرستان استیونسون در میشیگان مشغول تحصیل شد. قبل از اینکه فورستر در ۱۹ سالگی به لس آنجلس نقل مکان کند در رشته تئاتر موزیکال در دانشگاه وسترن میشیگان درس خواند. وی در سال ۱۹۹۳ از آکادمی هنرهای نمایشی آمریکا فارغ التحصیل شد.

## زندگی شخصی
نیکول فورستر تباری فرانسوی-آلمانی‌ دارد، وی به مدت سه سال در آلمان مشغول تحصیل بود.
فورستر در سال ۲۰۰۵ از لس آنجلس به نیویورک نقل مکان کرد. او در سال ۲۰۰۸ با پاول براون ازدواج کرد و دارای دو فرزند است: فرانسیس النور (زاده ۱۱ فوریه ۲۰۰۹) و پاول واکر سوم (زاده ۱۴ اکتبر ۲۰۱۰).

## زندگی هنری
از فیلم‌ها یا برنامه‌های تلویزیونی که نیکول فورستر در آنها نقش داشته می‌توان  به آثار زیر اشاره کرد.
- نور هدایت (۲۰۰۵-۲۰۰۸)
- رئیس (۲۰۱۱-۲۰۱۲)
- جک ریچر (۲۰۱۲)
- آتش‌نشانان شیکاگو (۲۰۱۲-۲۰۱۴)
- بختت رو شماره‌گیری کن (۲۰۱۵)
- بتمن در برابر سوپرمن: طلوع عدالت (۲۰۱۶)
- الوییز (۲۰۱۷)
- میبینمت (۲۰۱۹)
- آخرین تابستان (۲۰۱۹)
- همه مکان‌های روشن (۲۰۲۰)
- چری (۲۰۲۱)

## جوایز
| سال  | کار       | جایزه                                                     | نتیجه    |
| ---- | --------- | --------------------------------------------------------- | -------- |
| ۲۰۰۸ | نور هدایت | جایزه امی ساعات پربیننده برای بهترین بازیگر زن سریال درام | نامزدشده |